# 元朗舊墟大王廟

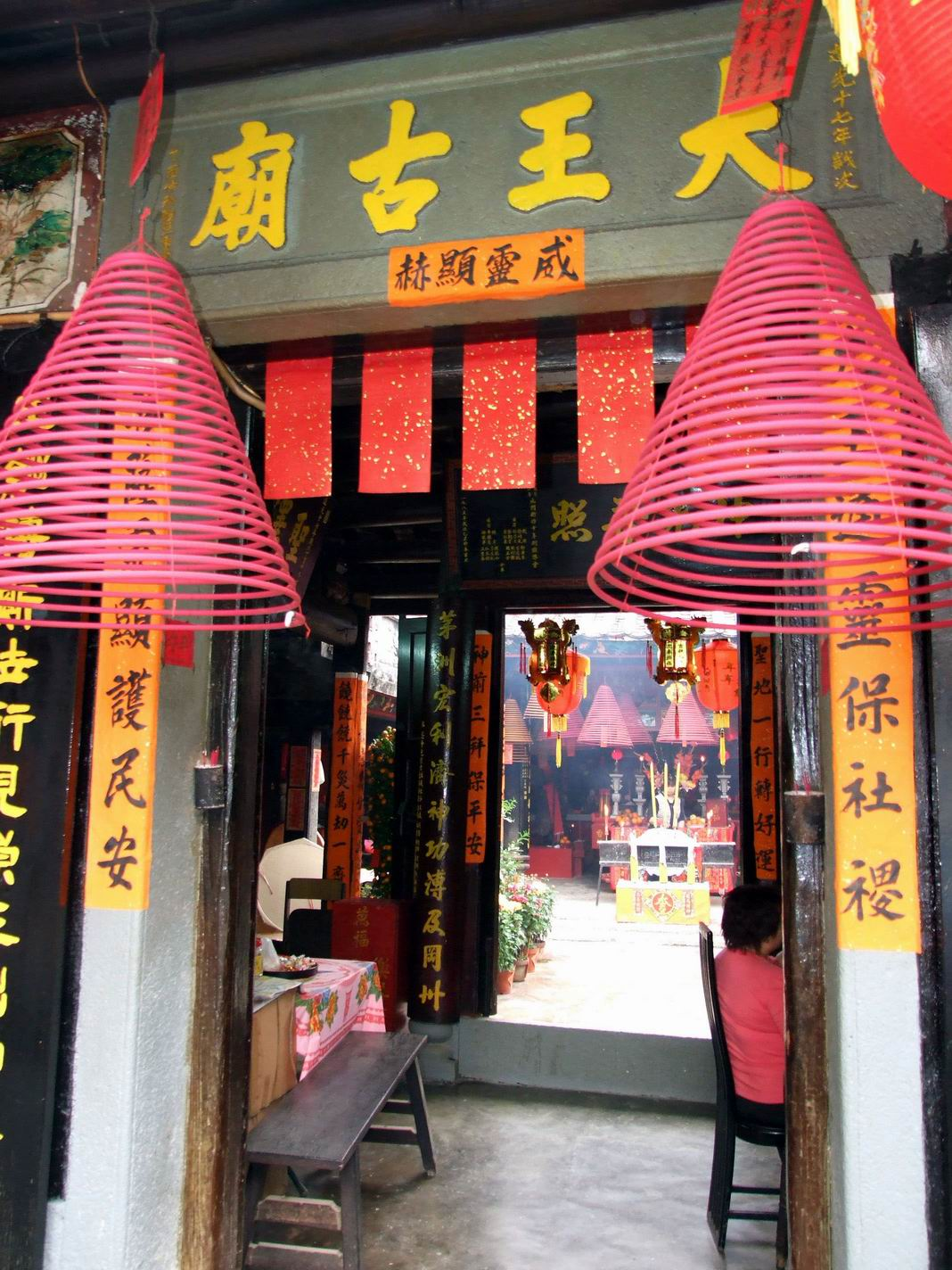
元朗舊墟大王古廟

大王廟又稱大王古廟，位於香港新界元朗舊墟內的長盛街，康熙八年（1669年）鄧文蔚「由大橋墩遷墟元朗，併建大王古廟。」，後於道光十七年（1838年）進行重大修葺。大王廟供奉洪聖王和楊侯公。
康熙時實施「遷海」政策，元朗墟遷到茅洲去，及後復墟，墟民把茅洲的南海洪聖大王請到元朗。民間稱南海神為廣利洪聖大王，每年農曆二月十三日為南海神誕。廟內有五塊碑刻，記載元朗墟的建立和演變過程。大王廟是一進兩合式傳統建築，廟內有個鼓，鼓皮被弄破以減輕鼓聲，以免嚇壞小孩。大王廟由南邊圍管理。
大王廟是當年元朗舊墟的政治及宗教信仰中心，至今元朗建醮（十年一次的打醮），仍定於該廟內舉行祭神儀式。

## 失火
2024年10月21日晚上近7時，大王古廟發生大火，廟宇瓦頂燒燬倒塌，約1小時後大火被救熄，消防初步調查指火警起因疑為雪櫃電線短路

## 外部連結
- 福山堂：元朗大王古廟 （页面存档备份，存于）